# 1995年のフランス・スーパーツーリング選手権
1995年のフランス・スーパーツーリング選手権(1995 Championnat de France Supertourism )は、全9大会18戦で行われたシーズン。BMW・318iをドライブするイヴァン・ミュラーがシリーズチャンピオンを獲得。オペル・ベクトラのエリック・エラリーが2位。プジョー・405をドライブするローレン・アイエロが3位。

## チームとドライバー[2]
| チーム                     | 車両                   | No. | ドライバー                 | 出場ラウンド |
| -------------------------- | ---------------------- | --- | -------------------------- | ------------ |
| プジョー・エッソ           | プジョー・405          | 1   | ローレン・アイエロ         | 全戦         |
| プジョー・エッソ           | プジョー・405          | 2   | フィリップ・アリオー       | 全戦         |
| チーム・ BMW・フィナ       | BMW・ 318i             | 3   | イヴァン・ミュラー         | 全戦         |
| Opel France                | オペル・ベクトラ       | 5   | アラン・クーディニ         | 全戦         |
| Opel France                | オペル・ベクトラ       | 6   | エリック・エラリー         | 全戦         |
| Opel France                | オペル・ベクトラ       | 26  | ジャック・ラフィット       | 全戦         |
| アルファコルセ             | アルファロメオ・155 TS | 7   | フィリップ・ガッシェ       | 1-4          |
| ジェラルド・トランブレイ   | BMW・318i              | 8   | ジェラルド・トランブレイ   |              |
| ジェラルド・トランブレイ   | BMW・318i              | 8   | ジャン＝ピエール・ラージ   |              |
| ジェラルド・トランブレイ   | BMW・318i              | 8   | ウィリー・マルジャン       | 9            |
| SDA Sport                  | プジョー・405          | 9   | ウィリアム・デビッド       | 全戦         |
| エキュリップ・オレカ       | BMW・318i              | 10  | クリストフ・デチャヴァンネ | 全戦         |
| エキュリップ・オレカ       | BMW・318i              | 17  | ステファン・オルテリ       | 2-9          |
| ペリュース・レーシング     | オペル・アストラ GSi   | 11  | モーリス・ペリュース       |              |
| ジェラルド・ディルマン     | オペル・ベクトラ       | 12  | ジェラルド・ディルマン     | 全戦         |
| セルジュ・マッソン         | プジョー・405          | 15  | セルジュ・マッソン         | 全戦         |
| セルジュ・マッソン         | プジョー・405          | 15  | アラン・ジラド             | 全戦         |
| エキュリプ・バンドゥーラ   | プジョー・405          | 16  | ダニエル・バンドゥーラ     | 全戦         |
| エキュリプ・バンドゥーラ   | プジョー・405          | 16  | ミシェル・バンドゥーラ     | 全戦         |
| バッソ・レーシング         | BMW ・318i             | 21  | ジャン＝クラウド・バッソ   | 2            |
| ペルラス・コンピティション | BMW ・318i             | 31  | マルセル・タレス           | 2-9          |
| CiBiEmme Engineering       | BMW ・318i             | 35  | エマニュエル・ナスペッティ | 7*           |

## カレンダーと勝者
| 大会 | 大会 | サーキット                         | 開催日  | ポール・ポジション   | 優勝ドライバー       | 優勝チーム                 | 優勝車両         |
| ---- | ---- | ---------------------------------- | ------- | -------------------- | -------------------- | -------------------------- | ---------------- |
| 1    | R1   | サーキット・デ・ノガロ             | 4月17日 | ローレン・アイエロ   | ローレン・アイエロ   | プジョー・タルボ・スポール | プジョー・405    |
| 1    | R2   | サーキット・デ・ノガロ             | 4月17日 |                      | イヴァン・ミュラー   | Team BMW Fina              | BMW・318i        |
| 2    | R1   | ディジョン・プレノワ               | 5月21日 | フィリップ・アリオー | イヴァン・ミュラー   | Team BMW Fina              | BMW・318i        |
| 2    | R2   | ディジョン・プレノワ               | 5月21日 | エリック・エラリー   | イヴァン・ミュラー   | Team BMW Fina              | BMW・318i        |
| 3    | R1   | ポー・グランプリ                   | 6月5日  | ローレン・アイエロ   | エリック・エラリー   | オペル・フランス           | オペル・ベクトラ |
| 3    | R2   | ポー・グランプリ                   | 6月5日  | アラン・クーディニ   | エリック・エラリー   | オペル・フランス           | オペル・ベクトラ |
| 4    | R1   | シャレード                         | 6月11日 | ローレン・アイエロ   | エリック・エラリー   | オペル・フランス           | オペル・ベクトラ |
| 4    | R2   | シャレード                         | 6月11日 | エリック・エラリー   | イヴァン・ミュラー   | Team BMW Fina              | BMW・318i        |
| 5    | R1   | サーキット・ド・ヴィエンヌ         | 6月25日 | イヴァン・ミュラー   | イヴァン・ミュラー   | Team BMW Fina              | BMW・318i        |
| 5    | R2   | サーキット・ド・ヴィエンヌ         | 6月25日 | イヴァン・ミュラー   | イヴァン・ミュラー   | Team BMW Fina              | BMW・318i        |
| 6    | R1   | サーキット・デ・エンテルモス       | 7月9日  | エリック・エラリー   | イヴァン・ミュラー   | Team BMW Fina              | BMW・318i        |
| 6    | R2   | サーキット・デ・エンテルモス       | 7月9日  | エリック・エラリー   | エリック・エラリー   | オペル・フランス           | オペル・ベクトラ |
| 7    | R1   | サーキット・ポール・リカール       | 7月23日 | フィリップ・アリオー | イヴァン・ミュラー   | Team BMW Fina              | BMW・318i        |
| 7    | R2   | サーキット・ポール・リカール       | 7月23日 | ローレン・アイエロ   | イヴァン・ミュラー   | Team BMW Fina              | BMW・318i        |
| 8    | R1   | シルキュイ・アルビ                 | 9月3日  | アラン・クーディニ   | エリック・エラリー   | オペル・フランス           | オペル・ベクトラ |
| 8    | R2   | シルキュイ・アルビ                 | 9月3日  | エリック・エラリー   | エリック・エラリー   | オペル・フランス           | オペル・ベクトラ |
| 9    | R1   | オートドロム・ドゥ・リナ＝モンレリ | 10月1日 | アラン・クーディニ   | ジャック・ラフィット | オペル・フランス           | オペル・ベクトラ |
| 9    | R2   | オートドロム・ドゥ・リナ＝モンレリ | 10月1日 | アラン・クーディニ   | エリック・エラリー   | オペル・フランス           | オペル・ベクトラ |